# Convento e Igreja de São Francisco (Évora)

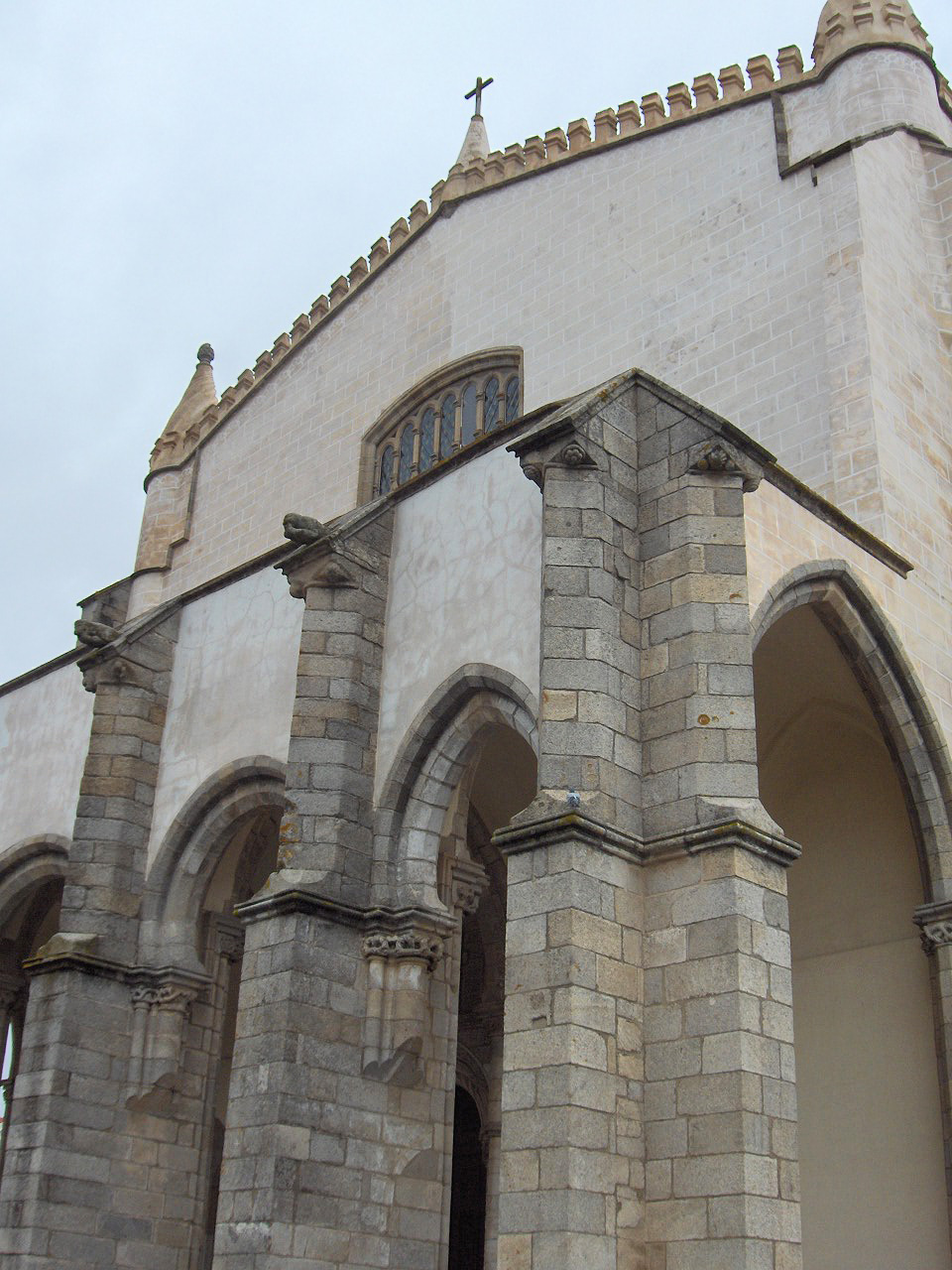
Fachada manuelina da Igreja de São Francisco

O Convento e Igreja de São Francisco, ou apenas Igreja de São Francisco, é um monumento religioso situado na Praça 1º de Maio na freguesia de Évora (São Mamede, Sé, São Pedro e Santo Antão), em Évora.
De estilo gótico-manuelino este conjunto arquitectónico foi construído entre 1480 e 1510 pelos mestres pedreiros Martim Lourenço e Pero de Trilho e decorada pelos pintores régios Francisco Henriques, Jorge Afonso e Garcia Fernandes, estando intimamente ligada aos acontecimentos históricos que marcaram o período de expansão marítima de Portugal. Isso fica patente nos símbolos da monumental nave de abóbada ogival: a cruz da Ordem de Cristo e os emblemas dos reis fundadores, D. João II e D. Manuel I.
Segundo a tradição, na igreja de São Francisco foi sepultado Gil Vicente, em 1536.
A Igreja de São Francisco está classificada como Monumento Nacional desde 1910.

## História
Segundo a tradição, o Convento de São Francisco de Évora terá sido a primeira casa da Ordem Franciscana em Portugal, tendo sido fundada no século XIII. Segundo os cânones da Regra de São Francisco, a primitiva igreja monástica tinha três naves, com capelas comunicantes entre si. Neste primitivo edifício se realizaram várias cerimónias importantes, tais como o casamento de  D. Pedro I com D. Constança Manuel. Desse período restam alguns vestígios, como atestam as frestas trilhadas que ladeiam o pórtico principal. A igreja seria remodelada no final do século XV, tendo-se construído o magnífico templo que hoje subsiste e que é uma das mais impressionantes igrejas portuguesas. Respeitando os limites originais, as três naves foram substituídas pela nave única subsistente, coberta pela arrojada abóbada gótico-manuelina que atinge vinte e quatro metros de altura. O Convento de São Francisco viveu então os seus momentos áureos, quando a corte do Rei D. Afonso V se começou a instalar no espaço conventual durante as suas estadias em Évora. Desta forma, a igreja de São Francisco foi elevada à categoria de Capela Real, daí os múltiplos emblemas régios de D.João II e D. Manuel I. Nesta época, recebeu o mosteiro o título de Convento de Ouro, tal a riqueza com que a Família Real o decorava.
A estes anos de esplendor (que de alguma forma contrariavam a espiritualidade franciscana (de pobreza e simplicidade), seguiu-se um período menos glorioso, acentuado pela perda da independência (em 1580). Neste período se construiu a curiosa Capela dos Ossos, para que a comunidade reflectisse a propósito da efemeridade da vida humana. No século XVIII construíram-se vários retábulos de talha dourada e de mármore (grande parte deles subsidiados pelos donatários das respectivas capelas, onde tinham sepultura privada). No século XIX uma nova crise se abateria sobre o Convento: a extinção das ordens religiosas, em 1834. Toda a parte monástica foi nacionalizada, tendo-se nela instalado o Tribunal da cidade, até cerca de 1895, data em que, sob grave ruína, se demoliu praticamente toda a parte conventual (dormitórios, parte do claustro, etc.). Salvou-se porém a magnífica igreja porque em 1840 para ali se transferiu a sede paroquial da freguesia de São Pedro.

## Descrição do edifício
Destacam-se em toda a igreja as características da arquitectura gótico-manuelina, particularmente nas ameias e torres das fachadas, no pórtico principal e na magnífica abóbada da nave.

### Nave da igreja
Na extensa nave do templo, abrem-se dez capelas laterais, compostas por retábulos de talha dourada e policromada (século XVIII) e de estuques (século XIX). Alguns são provenientes da igreja do Convento da Graça, de onde foram salvos da ruína. No Baptistério está a pia baptismal da antiga igreja de São Pedro e uma curiosa representação do Baptismo de Cristo no Jordão, em cortiça, proveniente do antigo convento de Santa Mónica.

### Capela-Mor
O retábulo da capela-mor substituiu o Políptico do Convento de São Francisco de Évora, um conjunto de pintura renascentista (presentemente disperso pelos Museus de Évora e da Arte Antiga). O retábulo actual é da segunda metade do século XVIII, em mármore, obra que contrasta com o ambiente manuelino do espaço. Nele se expõem as grandes imagens de São Francisco e São Domingos, como era hábito nas igrejas franciscanas. Nos alçados da capela estão duas belíssimas janelas marmóreas renascentistas, de onde a Família Real assistia aos ofícios religiosos (no século XVI) e um grande órgão de tubos setecentista (de Pascoal Caetano Oldovini). O cadeiral dos monges está decorado com representações de vários santos franciscanos. Os altares colaterais têm ainda várias pinturas do período renascentista.

### Capela da Ordem Terceira

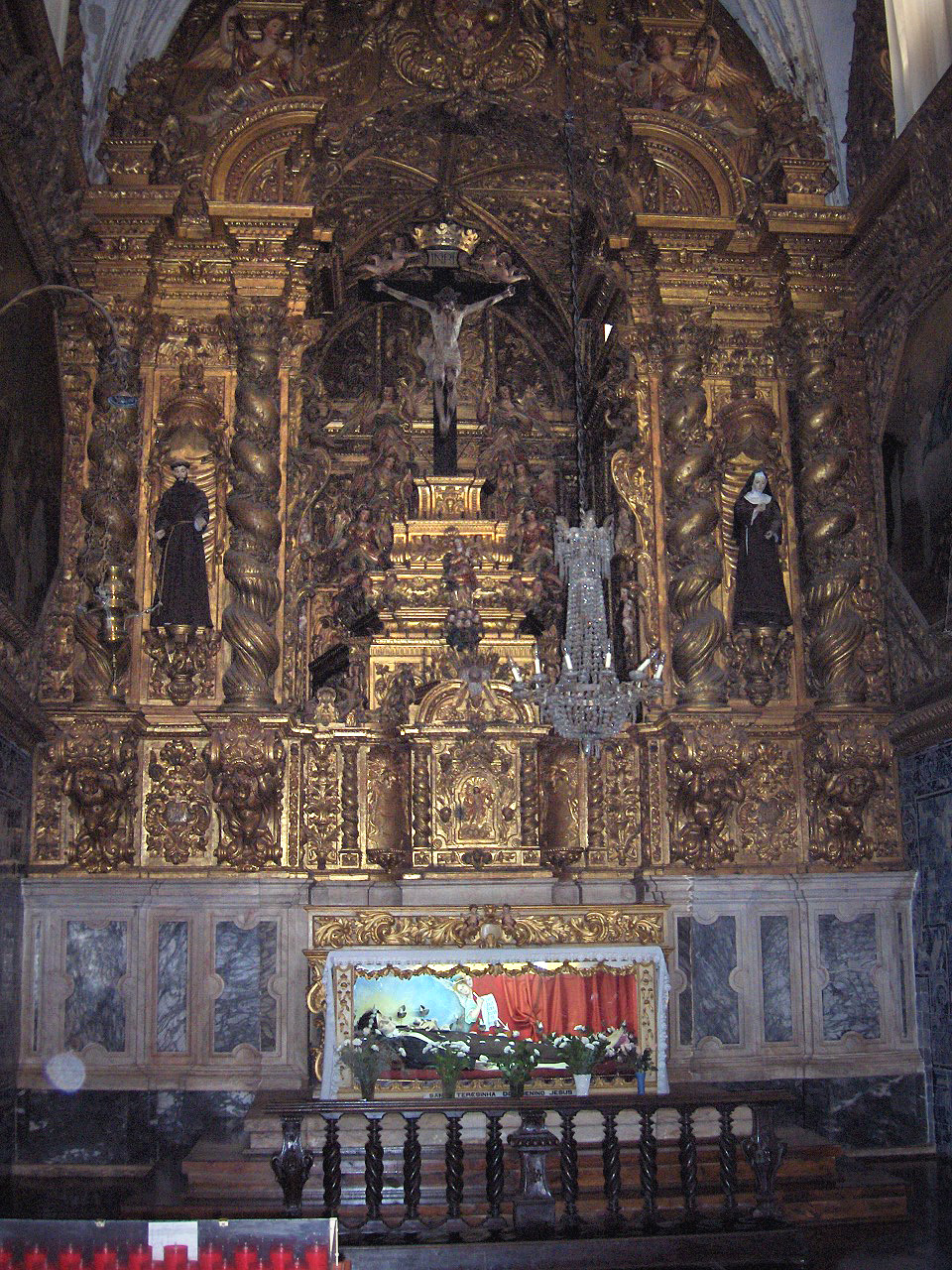
Talha dourada na Capela da Ordem Terceira

Particularmente majestoso é o conjunto artístico da Capela da venerável Ordem Terceira de São Francisco da Penitência (constituída por leigos), nela se conjugam harmoniosamente todo o esplendor da talha barroca do período joanino com os azulejos e telas representativos de temáticas franciscanas.

### Capela de São Joãozinho
Pequena dependência renascentista, de abóbada nervurada, outrora independente do templo franciscano, erguida na face norte do transepto. Foi a primitiva sede da Santa Casa da Misericórdia de Évora e sob a sua portada está a escultura do anjo da Anunciação, em mármore do século XVI.

### Sala do Capítulo

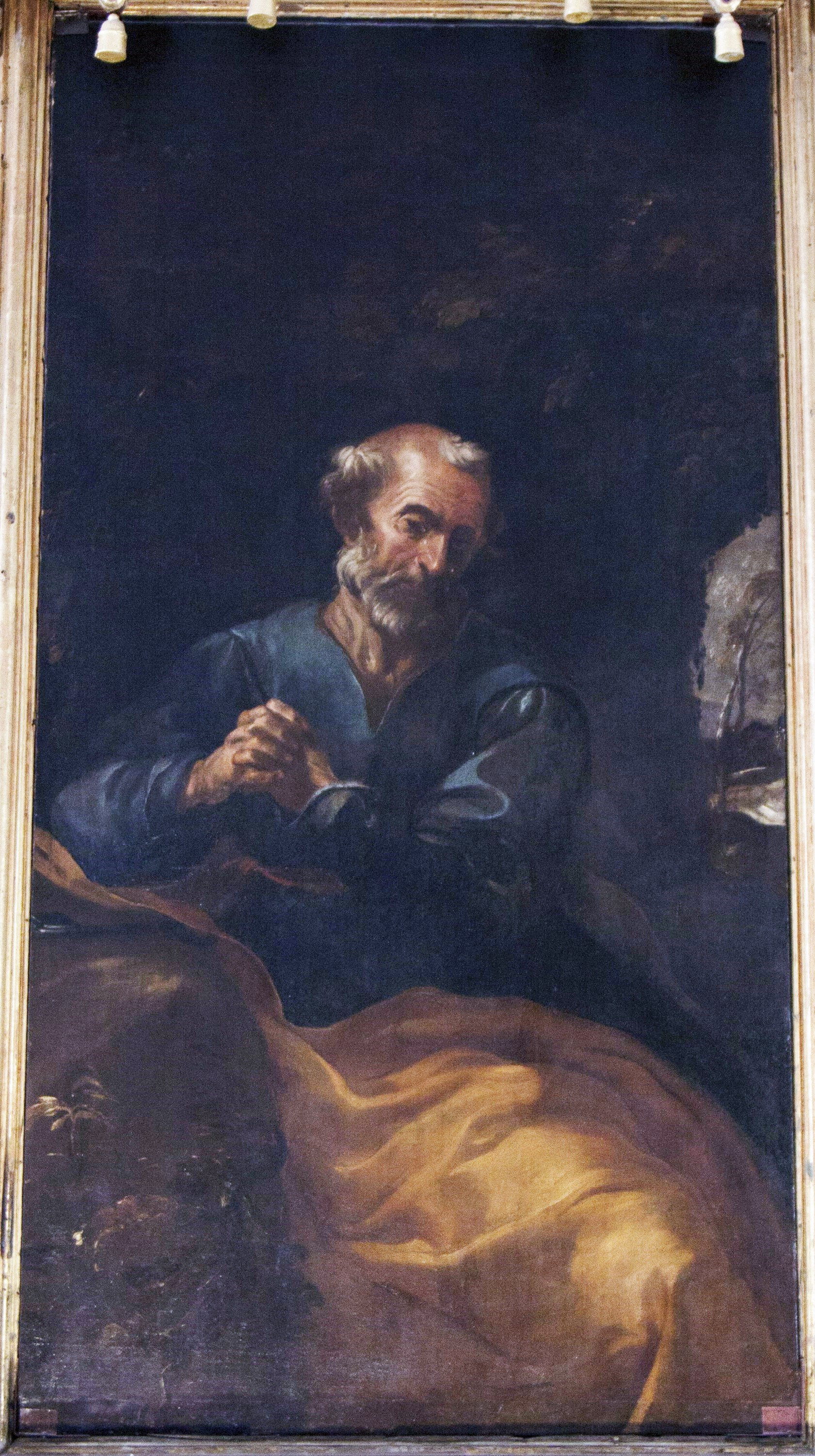
As lágrimas de São Pedro, Herrera o Velho, Sala do Capítulo

Da destruição da parte conventual salvou-se a antiga sala do capítulo, que no século XIX foi transformada em Capela do Senhor dos Passos da Casa dos Ossos (imagem de grande devoção local, representando o sofrimento de Cristo no caminho do calvário). O camarim onde se expõe a imagem é a maquete da capela-mor da Sé de Évora, tendo sido construída por ordem de J. F. Ludwig, mais conhecido por Ludovice, o arquitecto que a projectou no século XVIII. À direita do camarim há uma pintura de Francisco de Herrera o Velho, que representa as Lágrimas de São Pedro.

### A Capela dos Ossos

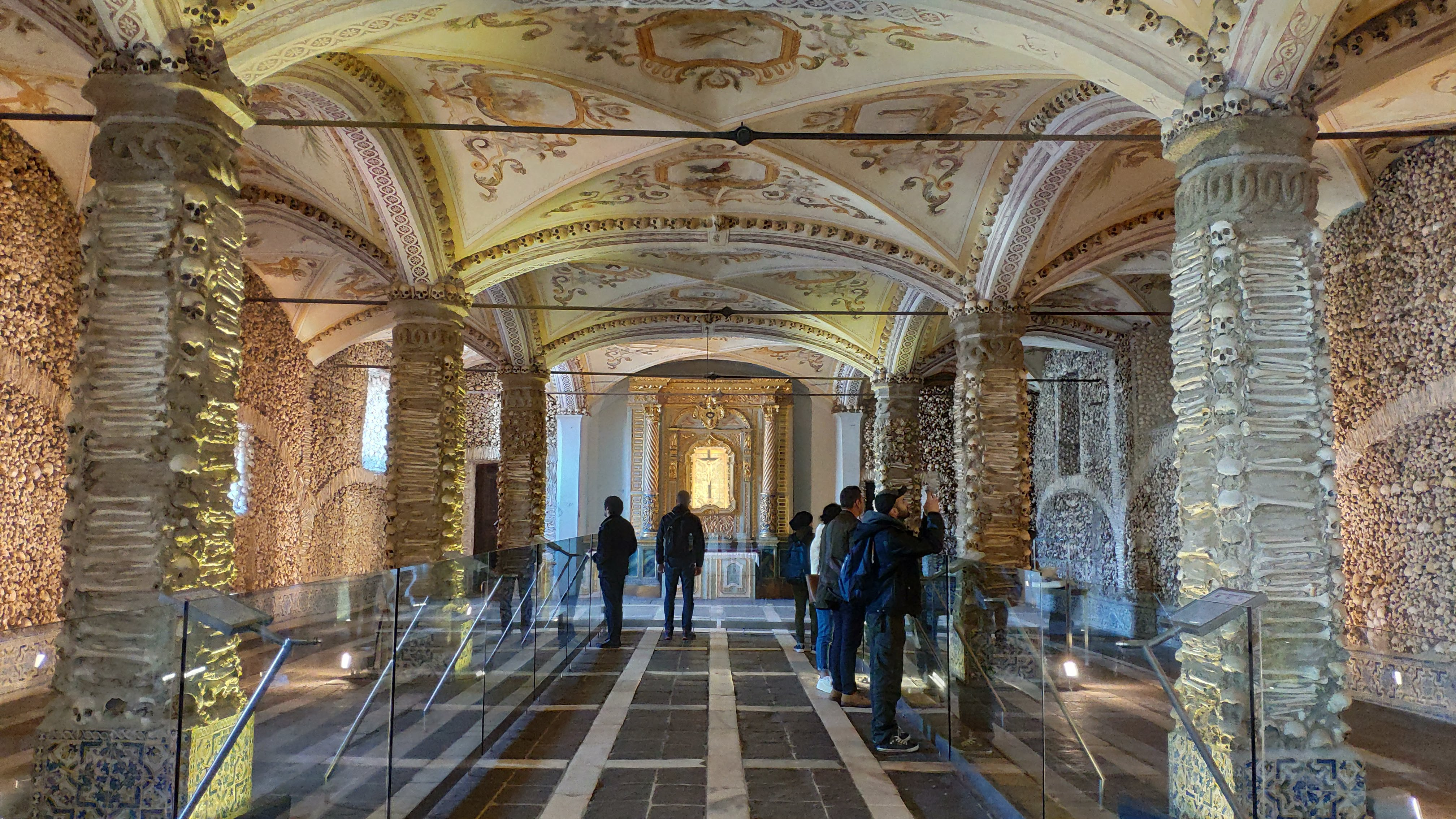
Capela dos Ossos

A Capela dos Ossos é uma das curiosidades deste grande monumento, sendo um dos ex-libris da cidade de Évora. A capela foi construída nos séculos XVI e XVII, no lugar do primitivo dormitório dos frades. A sua construção partiu da iniciativa de três frades franciscanos que queriam proporcionar uma melhor reflexão acerca da brevidade da vida humana. A capela é constituída por ossadas provenientes das sepulturas da igreja do convento e de outras igrejas e cemitérios da cidade. As paredes e parte das abóbadas da capela estão revestidas de milhares de ossos humanos, que ilustram a ideia dos monges fundadores, expressa na frase que encima o pórtico da capela: Nós ossos que aqui estamos, pelos vossos esperamos.
A igreja é ainda rica em estatuária religiosa e pintura renascentista e barroca, patente nas capelas e demais dependências que chegaram aos nossos dias.